# SV Neckargerach
Der SV Neckargerach ist ein Fußballverein aus dem badischen Neckargerach.

## Geschichte
Der Verein wurde 1931 gegründet und hatte seine erfolgreichste Zeit in den 1970er und 1980er Jahren. 1975 stieg der SV Neckargerach in 1. Amateurliga Nordbaden, der höchsten deutschen Amateurklasse, auf. 1978 wurde man Nordbadischer Meister und qualifizierte sich für die Relegationsspiele zur 2. Bundesliga. In den Aufstiegsspielen konnte sich der Verein gegen die Mannschaften des Freiburger FC, SSV Ulm 1846 und SSV Reutlingen jedoch nicht durchsetzen und belegte mit 7:14 Toren und 3:9 Punkten lediglich den letzten Platz.
1978 qualifizierte sich der SV Neckargerach für die drittklassige, neu gegründete Oberliga Baden-Württemberg, musste jedoch bereits nach der ersten Saison wieder absteigen. 1980 und 1982 gelang die Rückkehr in die Oberliga, die jedoch jeweils nur von kurzer Dauer war. Nach dem letzten Oberligaabstieg 1984 und dem ein Jahr später folgenden Abstieg aus der Verbandsliga Baden verschwand der SV Neckargerach aus dem höherklassigen Fußball.

## Erfolge
- Meister der 1. Amateurliga Baden: 1977
- Meister der Verbandsliga Baden: 1980, 1982
- Badischer Pokalsieger: 1976
- Kreispokal Mosbach: 2022, 2025

Der SV Neckargerach nahm bisher zweimal am DFB-Pokal teil.
| 1976/77 | 1. Runde | SV Neckargerach – SSV Ulm 1846       | 3:1 |
| 1976/77 | 2. Runde | SV Neckargerach – FK Pirmasens       | 2:3 |
| 1981/82 | 1. Runde | SV Neckargerach – Würzburger Kickers | 4:2 |
| 1981/82 | 2. Runde | FC Bayern München – SV Neckargerach  | 5:1 |

## Bekannte ehemalige Spieler
- Lothar Emmerich (1941–2003), ehemaliger Bundesligaspieler bei Borussia Dortmund
- Stephan Groß (* 1953), später Profispieler beim Karlsruher SC
- Walter Güntner (1948–2021), ehemaliger Zweitligaspieler beim VfR Heilbronn
- Peter Gutzeit (* 1946), ehemaliger Bundesligaspieler bei Hertha BSC und beim Karlsruher SC
- Karl Hrynda (* 1950), ehemaliger Zweitligaspieler beim VfR Heilbronn
- Rainer Lippert (* 1947), ehemaliger Regionalligaspieler beim VfR Heilbronn
- Helmut Röhrig (* 1944), ehemaliger Zweitligaspieler beim VfR Heilbronn